# Mögeldorf

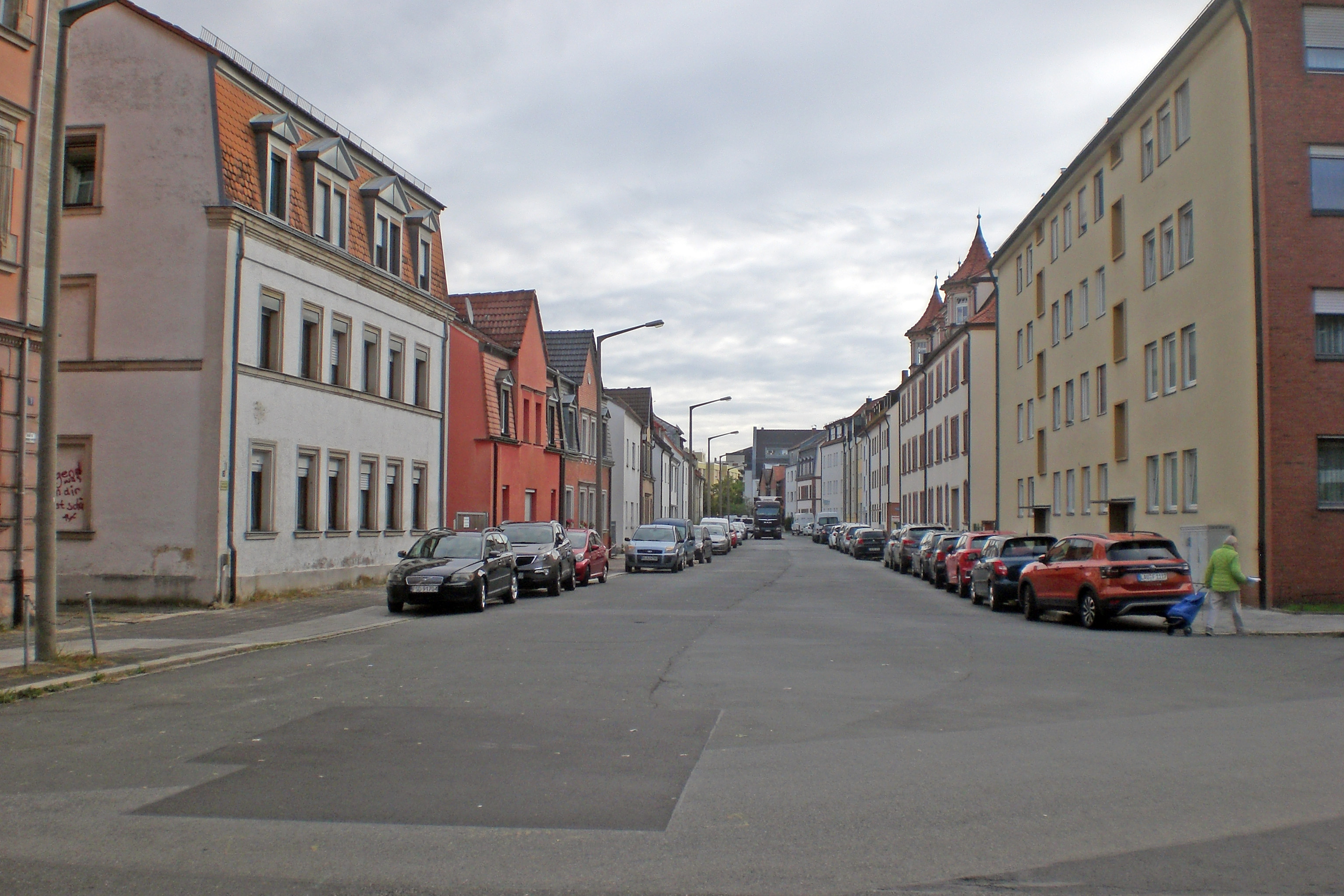
Bürgweg in Mögeldorf (2024)

Mögeldorf ist seit 1899 ein Stadtteil der kreisfreien Stadt Nürnberg in der Östlichen Außenstadt (Statistischer Bezirk 92), der Name der Gemarkung 3445 und zählt zu den sehenswerten Stadtteilen Nürnbergs.

## Geographie
Mögeldorf liegt im Osten der Stadt und wird im Westen durch die Ringstraße, im Norden durch den Wöhrder See und die Pegnitz sowie im Süden durch den Lorenzer Reichswald begrenzt. Nachbarorte sind die Nürnberger Stadtteile St. Jobst, Erlenstegen, Unterbürg, Laufamholz, Rehhof, Zerzabelshof und Tullnau sowie das gemeindefreie Gebiet Laufamholzer Forst im Lorenzer Reichswald.

### Statistische Distrikte

#### Bezirk 92 Mögeldorf
Der Bezirk 92 Mögeldorf besteht aus folgenden Distrikten:
920 – Mögeldorf (Gewerbegebiet Ostendstraße)
921 – Mögeldorf (Mögeldorfer Hauptstraße)
922 – Mögeldorf (Ziegenstraße)
923 – Mögeldorf (Ebenreuther Straße)
924 – Mögeldorf (Gewerbegebiet Rehhofstraße)
925 – Mögeldorf (Gewerbegebiet Freiligrath-Straße)

#### Bezirk 93 Schmausenbuckstraße
Der Bezirk 93 Schmausenbuckstraße besteht aus folgenden Distrikten:
930 – Mögeldorf (Dientzenhoferstr.)
931 – Mögeldorf (Balthasar-Neumann-Str.)
932 – Mögeldorf (Thäterstr.)

## Geschichte

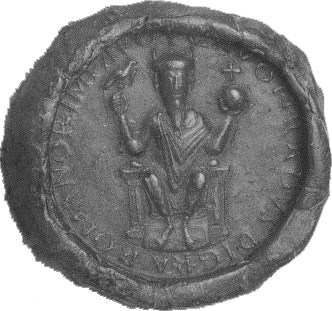
Siegel König Konrads II. (990–1039)

Der Ort wurde am 6. Mai 1025 als „Megelendorf“ erstmals urkundlich erwähnt und damit 25 Jahre früher als Nürnberg selbst. Der Ort war zunächst ein befestigter Wirtschaftshof an einer Pegnitzfurt, durch die mehrere Altstraßen führten. Er diente König Konrad II. als Außenstelle seines Hofes. Auf seinen Reisen von Regensburg nach Bamberg „beurkundete“ der Herrscher in den Jahren 1025 und 1030 in Mögeldorf. 1200 scheint erstmals als hochrangiger Reichsministerialer Reimarus von „Meglindorf“ wohl aus dem Geschlecht der Laufamholzer auf (siehe Unterbürg); er hatte 1213 das Amt des Nürnberger Reichsbutiglers inne. Königshof und Reichsministerialensitz werden im Bereich des Mögeldorfer Kirchhofs und des westlich benachbarten Hallerschlosses vermutet. Im Laufe des Spätmittelalters und in der frühen Neuzeit entstanden im Dorf insgesamt sieben Herrensitze, teils von Familien des Nürnberger Patriziats, von denen noch fünf erhalten sind. Mögeldorf wies damit neben Erlenstegen die höchste Dichte an Herrschaftsbauten in der alten Nürnberger Landschaft auf.
Neben Bauern und den üblichen Handwerkern siedelten sich später mehrere Steinhauer an, die in den nahe gelegenen Steinbrüchen arbeiteten. Im Mittelalter und in der Renaissance erbauten hier am Kirchenberg, idyllisch über der Pegnitz gelegen, mehrere Nürnberger Patrizierfamilien Landsitze, die zum Teil noch heute erhalten sind. Im Jahre 1561 wurde eine Papiermühle errichtet, aus der später die Kunstmühle der Familie Satzinger hervorging.
Gegen Ende des 18. Jahrhunderts gab es in Mögeldorf 63 Anwesen. Das Hochgericht übte die Reichsstadt Nürnberg aus, was aber vom brandenburg-ansbachischen Oberamt Schwabach und dem brandenburg-bayreuthischen Vogtamt Schönberg bestritten wurde. Die Dorf- und Gemeindeherrschaft hatte das Landpflegamt Nürnberg. Grundherren waren das Vogtamt Schönberg (1 Hof, 2 Halbhöfe, 1 Gut, 7 Gütlein, 1 Haus, 1 Wildmeisterei); die Reichsstadt Nürnberg: Landpflegamt (Kirche, Pfarrhaus, Schulhaus, Gemeindedienerwohnung, Hirtenhaus, Feuerhäuslein), Waldamt Laurenzi (1 Hof, 10 Häuser); Nürnberger Eigenherren: von Ebner (1 Haus), von Fürer (3 Häuser), von Haller (2 Gütlein), von Holzschuher (1 Herrensitz, 1 Halbhof, 2 Güter, 1 Gütlein, 1 Haus), von Imhoff (1 Herrensitz, 3 Häuser), von Löffelholz (2 Herrensitze, 1 Gut, 1 Gütlein, 3 Häuser), von Petz (1 Hof, 1 Halbhof), von Scheidlin (1 Herrensitz, 1 Gut, 1 Gütlein, 1 Haus), von Tucher (2 Gütlein); Freiherr von Egloffstein (2 Halbhöfe, 1 Gütlein).

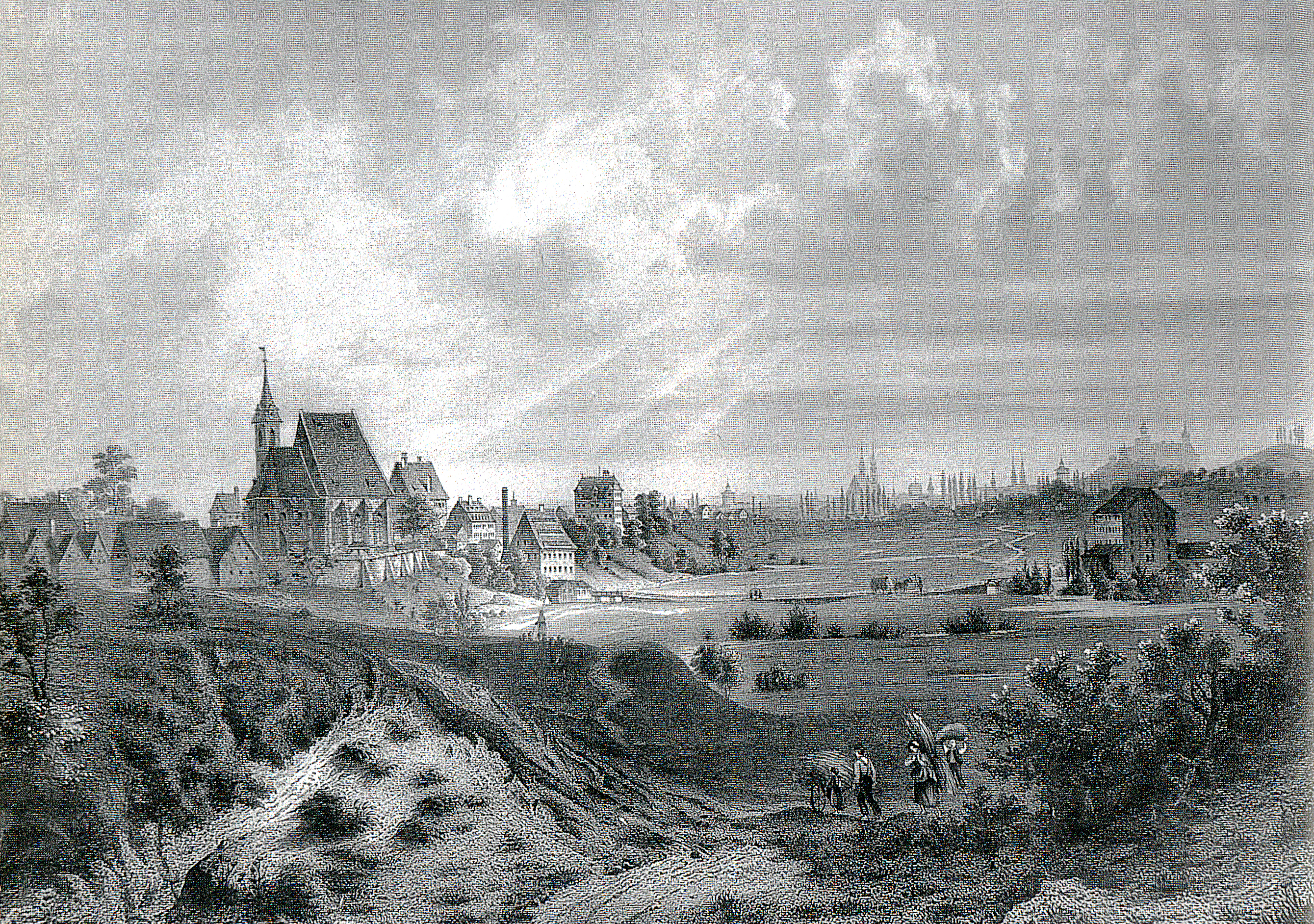
„Megeldorf“ im 19. Jahrhundert

Im Rahmen des Gemeindeedikts wurde 1808 der Steuerdistrikt Mögeldorf gebildet, zu dem Schmausenbuck, Valznerweiher und Zerzabelshof gehörten. Im selben Jahr entstand die Ruralgemeinde Mögeldorf, die deckungsgleich mit dem Steuerdistrikt war. Sie war in Verwaltung und Gerichtsbarkeit dem Landgericht Nürnberg zugeordnet und in der Finanzverwaltung dem Rentamt Fürth. In der freiwilligen Gerichtsbarkeit unterstanden 4 Anwesen von 1825 bis 1835 dem Patrimonialgericht (PG) Gibitzenhof, 2 Anwesen bis 1823 dem PG Großgründlach, 3 Anwesen von 1822 bis 1836 dem PG Haimendorf, 3 Anwesen von 1820 bis 1848 dem PG Kornburg, 2 Anwesen von 1822 bis 1835 dem PG Lohe und Behringersdorf und 1 Anwesen bis 1812 und von 1820 bis 1848 dem PG Lichtenhof. Nach 1818, jedoch vor 1840 löste sich Zerzabelshof mit Valznerweiher und bildete eine eigene Ruralgemeinde. Rehhof wurde in der 2. Hälfte des 19. Jahrhunderts auf dem Gemeindegebiet von Mögeldorf gegründet. Ab 1862 gehörte Mögeldorf zum Bezirksamt Nürnberg. Die Gerichtsbarkeit liegt seit 1879 beim Amtsgericht Nürnberg. Die Finanzverwaltung wurde 1871 vom Rentamt Nürnberg übernommen (1919 in Finanzamt Nürnberg umbenannt). Die Gemeinde hatte eine Gebietsfläche von 3,675 km². Am 1. Januar 1899 wurde Mögeldorf nach Nürnberg eingemeindet.
In der Neuzeit ist Mögeldorf seiner Tradition als gehobenes Wohnviertel treu geblieben und zählt neben Erlenstegen auf dem gegenüberliegenden Pegnitzufer heute zu den besten Nürnberger Wohnlagen. Das grüne Pegnitztal mit dem Wöhrder See, der nahe Reichswald und der Schmausenbuck mit Tiergarten sind Garant für den hohen Naherholungswert.

### Einwohnerentwicklung
Gemeinde Mögeldorf
| Jahr      | 1818   | 1840   | 1852   | 1855   | 1861   | 1867   | 1871   | 1875   | 1880   | 1885   | 1890   | 1895   | 1900   |
| Einwohner | 743    | 766    | 949    | 967    | 1087   | 1262   | 1526   | 1736   | 1805   | 1986   | 2175   | 2414   | 3141   |
| Häuser    | 97     | 83     |        |        |        |        | 159    |        |        | 211    |        |        | 268    |
| Quelle    | [ 14 ] | [ 15 ] | [ 16 ] | [ 16 ] | [ 17 ] | [ 16 ] | [ 18 ] | [ 16 ] | [ 16 ] | [ 11 ] | [ 16 ] | [ 16 ] | [ 19 ] |

Ort Mögeldorf
| Jahr      | 001818 | 001840 | 001861 | 001871 | 001885 |
| Einwohner | 621    | 755    | 1066   | 1507   | 1967   |
| Häuser    | 75     | 81     |        |        | 207    |
| Quelle    | [ 14 ] | [ 15 ] | [ 17 ] | [ 18 ] | [ 11 ] |

## Sehenswürdigkeiten
Sehenswert ist die gotische Kirche St. Nikolaus und St. Ulrich, die evangelische Pfarrkirche von Mögeldorf, mit umgebendem Friedhof. Auch die katholische Pfarrkirche St. Karl Borromäus, die 1926/27 im Stile des Expressionismus erbaut wurde, ist ein eingetragenes Baudenkmal.
Fünf von ehemals sieben Herrensitzen sind noch erhalten. Sie gehörten wohlhabenden Nürnberger Bürgerfamilien, teils auch Patriziern, und wechselten meist häufig die Besitzer:
- Das „Hallerschloss“ (Kirchenberg 7–11) ist im südwestlichen Teil ein Wohnturm mit Schlitzfenstern aus dem 13./14. Jahrhundert, der in der frühen Neuzeit östlich erweitert und um 1500 mit Fachwerk aufgestockt wurde. Wohl Ende des 17. Jahrhunderts verlor das hohe Gebäude sein Walmdach und erhielt ein Satteldach und Giebelscheiben aus Fachwerk. Im 13. Jahrhundert hatten die zollerischen Burggrafen von Nürnberg die ehemaligen Reichsministerialen von Lauffenholtz (Laufamholz) verdrängt und die Rechte an der kleinen Burg auf dem früheren Königshof für sich reklamiert. Allerdings behielten die Laufamholzer bis zu ihrem Aussterben 1568 Lehnsrechte in Mögeldorf.[21] In der 2. Hälfte des 15. Jahrhunderts erwarb Hans Tetzel den Sitz; er musste sich 1482 verpflichten, die Behausung zu Mögeldorf, die er im Einverständnis mit dem Nürnberger Rat „auffzurichten und zu pauen furgenommen und des ytzo in dem paw stee“, künftig nur an Nürnberger Bürger zu verkaufen, weil der Rat kein Offenhaus der Hohenzollern vor den Toren der Stadt haben wollte. Das Feste Haus kam dann aber 1515 an die Augsburger Unternehmer Anton und Lukas Grander, wohl als Handelsniederlassung außerhalb der Reichsstadt, von denen es Hieronymus Rehlinger, ebenfalls Augsburger Unternehmer, erwarb. Dieser verkaufte es 1555 an Wolf VIII. Haller von Hallerstein, Reichspfennigmeister Kaiser Karls V. (1492–1559) und damit an ein Nürnberger Patriziergeschlecht. 1666 fiel es durch Heirat an den Altdorfer Pfleger Georg Andreas Imhoff, dessen Familie es für 140 Jahre behielt.
- Der „Imhoff-Bau“ wurde 1691 aus einem Stadel des Hallerschlosses zu einem zweiten Wohngebäude umgewandelt, das erst 1857 vom Besitz des Hallerschlosses abgetrennt wurde.
- Das „Baderschloss“ (Mögeldorfer Hauptstraße 55) wurde zuerst 1579 und dann erneut ab 1612 errichtet. Ein Umbau ab 1795 unter den Imhoff prägt das heutige Erscheinungsbild. Seinen Namen hat es von dem Bader Eberhard Leopold, der es 1810 erwarb.
- Das „Schmausenschloss“ (Ziegenstraße 12–20) trägt seinen Namen nach dem Rotbierbrauer Georg Schmaus, der das Anwesen 1667 erwarb und anstelle eines älteren Hauses ein neues erbaute. Erst seine Tochter Anna Susanne ließ dann 1682 in einiger Entfernung ein neues Herrenhaus und einen prachtvollen Barockgarten errichten, das 1692 um eine Remise ergänzt wurde.
- Das „Cnopfsche oder Lincksche Schloss“ (Ziegenstraße 3–5) ging im frühen 16. Jahrhundert aus einer Hofstelle hervor. Im 17. und frühen 18. Jahrhundert wurde es mehrfach umgebaut und von 1878 bis um 1880 in historisierender Weise modernisiert, wobei es die charakteristischen hölzernen Ecktürmchen und Gauben erhielt. Nördlich steht noch eine an den Steilhang gesetzte Wehrmauer mit Resten eines Wehrgangs. Seinen Namen hat es von dem Apotheker Johann Jakob Christoph Cnopf, der es 1788 erwarb und renovieren ließ bzw. dem Fabrikanten Carolus Linck, der es 1936 kaufte.
- Das „Lincksche Haus“ (Schmausenbuckstraße 14) wurde um 1710 von Dr. Martin Linck (vermutlich aus der Nürnberger Juristenfamilie) als kleiner Sommersitz in einem Garten erbaut, der schon um 1700 für seine Pomeranzenzucht berühmt war. Das Gütle unterstand der Grundherrschaft der Familie Löffelholz und wurde wohl als Erbzinslehen vergeben. Das Gebäude ist heute ein Gasthaus.
- Der „Bremensitz“ (Kinkelstraße 2), 1574 vom Kaufmann Anthony Brem errichtet, wurde 1916 durch ein mehrgeschossiges Wohnhaus ersetzt.
- Das „Doktorschlösschen“ (Mögeldorfer Hauptstraße 31–39), ein dreigeschossiger Sandsteinquaderbau mit Ecktürmchen, der auf das 14. Jahrhundert zurückging und im Besitz der Ebner und Holzschuher war, wurde erst 1972 abgebrochen, um noch kurz vor Inkrafttreten des bayerischen Denkmalschutzgesetzes den Bau einer modernen Wohnanlage zu ermöglichen.[22]

Lohnend ist auch ein Spaziergang hinunter ins Pegnitztal, an der Satzinger-Mühle (1869 benannt nach Michael Satzinger) vorbei und an den Ufern des Wöhrder Sees entlang. Dort befindet sich ein Naturerlebnispfad mit über 20 Stationen. Etwas südlich von Mögeldorf liegt im benachbarten Stadtteil Zerzabelshof der Nürnberger Tiergarten, einer der größten Tierparks Deutschlands. Am Westrand des Stadtteils (in Richtung Innenstadt) befindet sich der Business Tower der Nürnberger Versicherung.

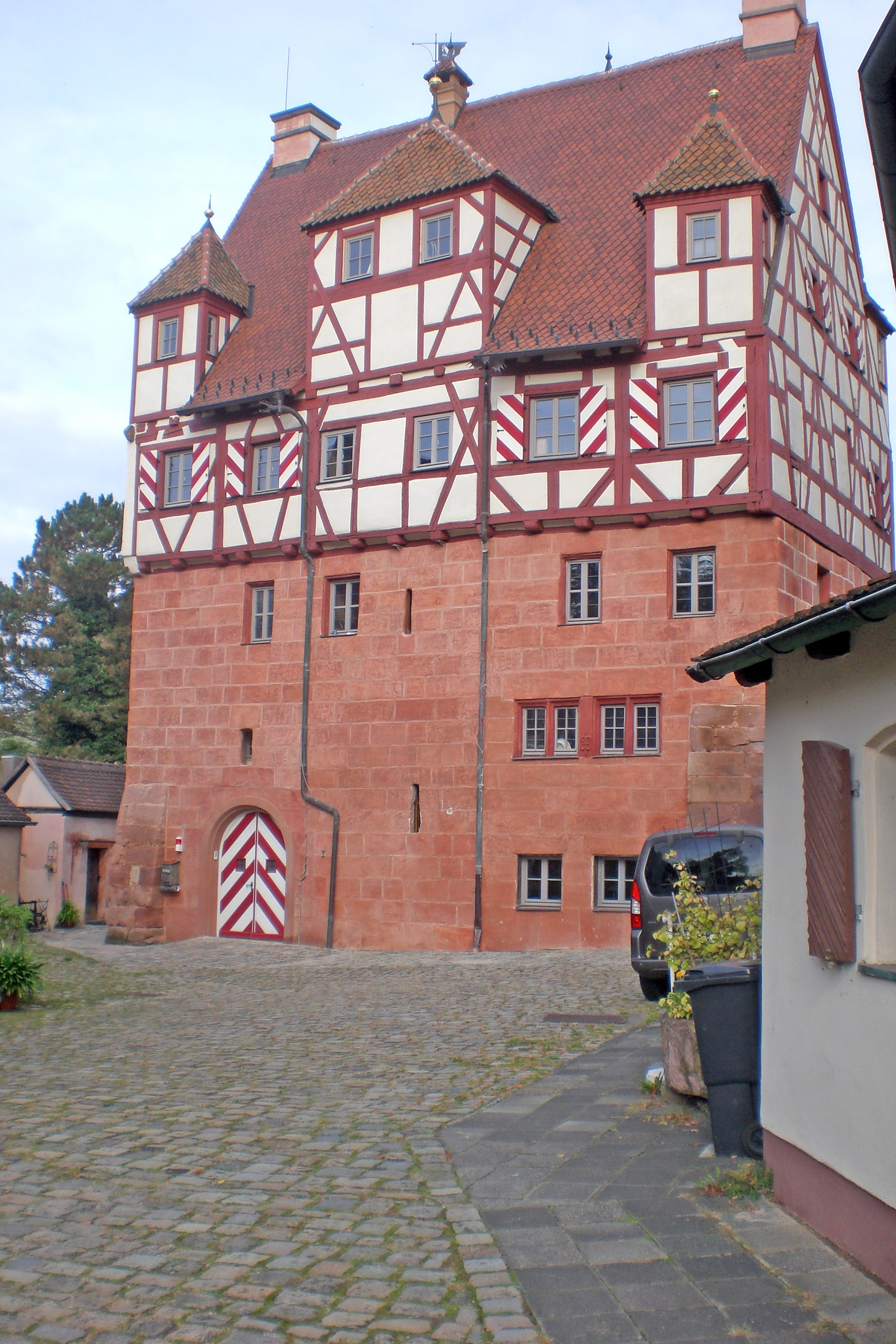
Haller-Schloss (2024)
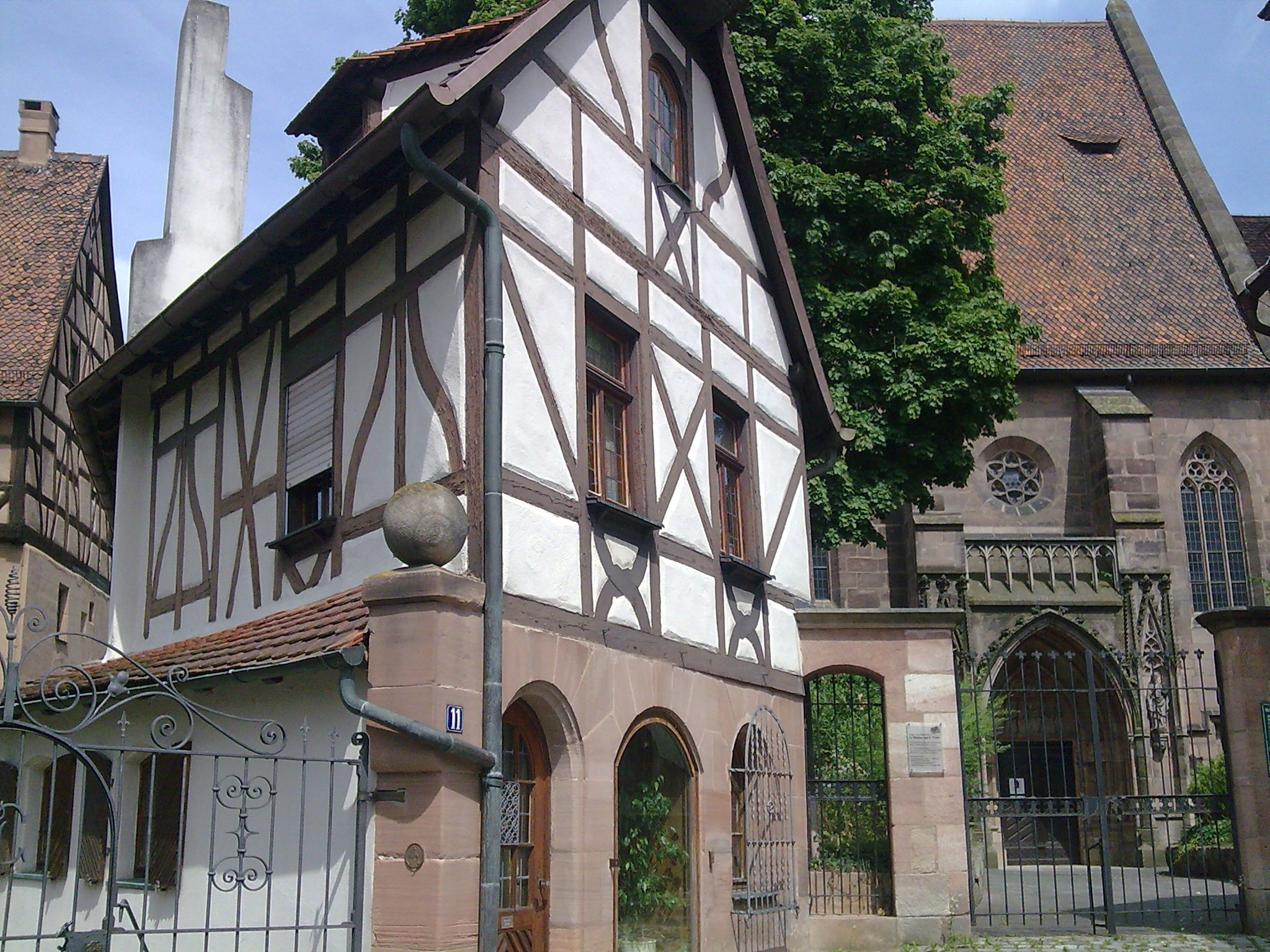
Nebengebäude des Hallerschlosses
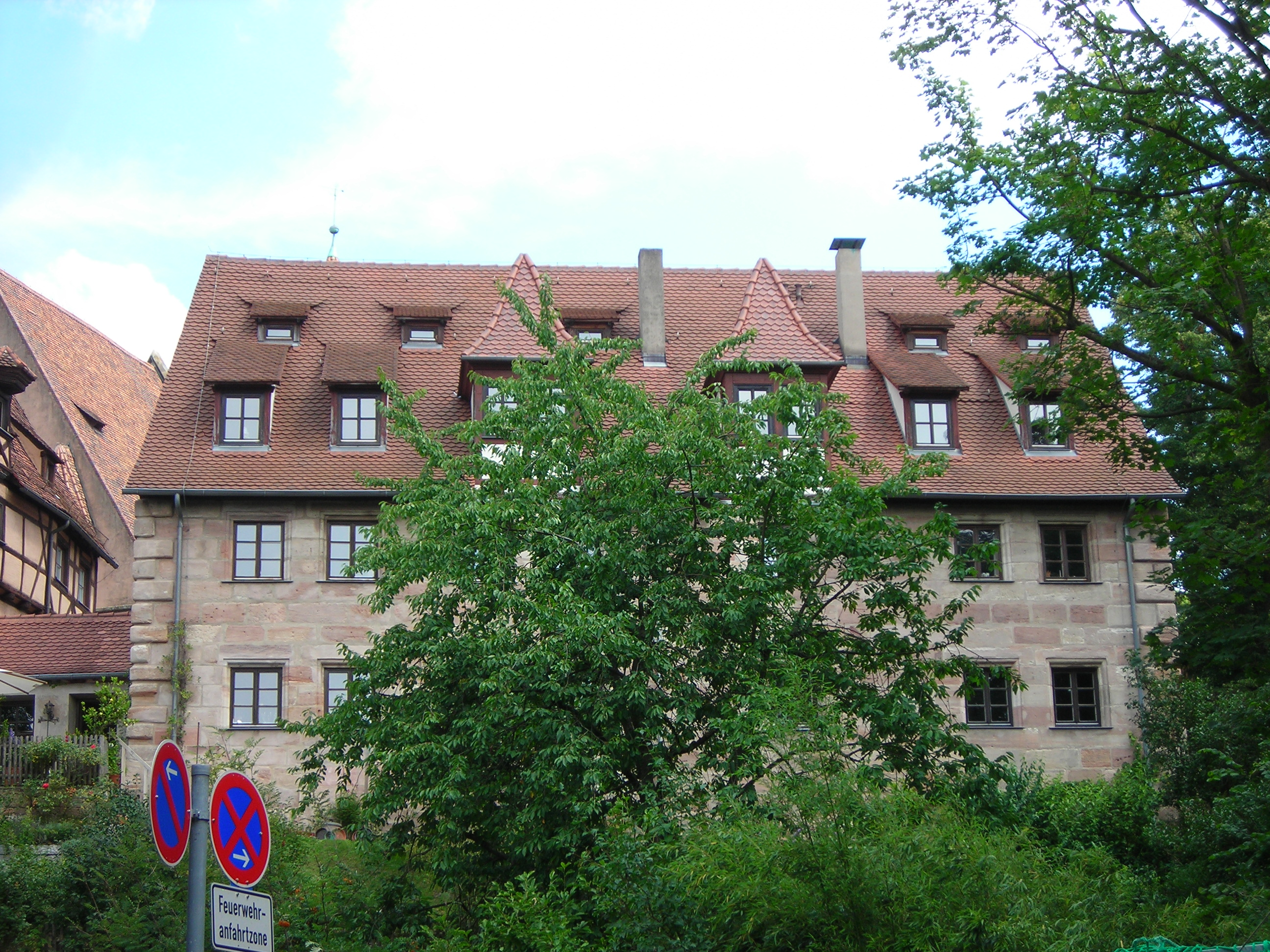
Imhoff'scher Bau
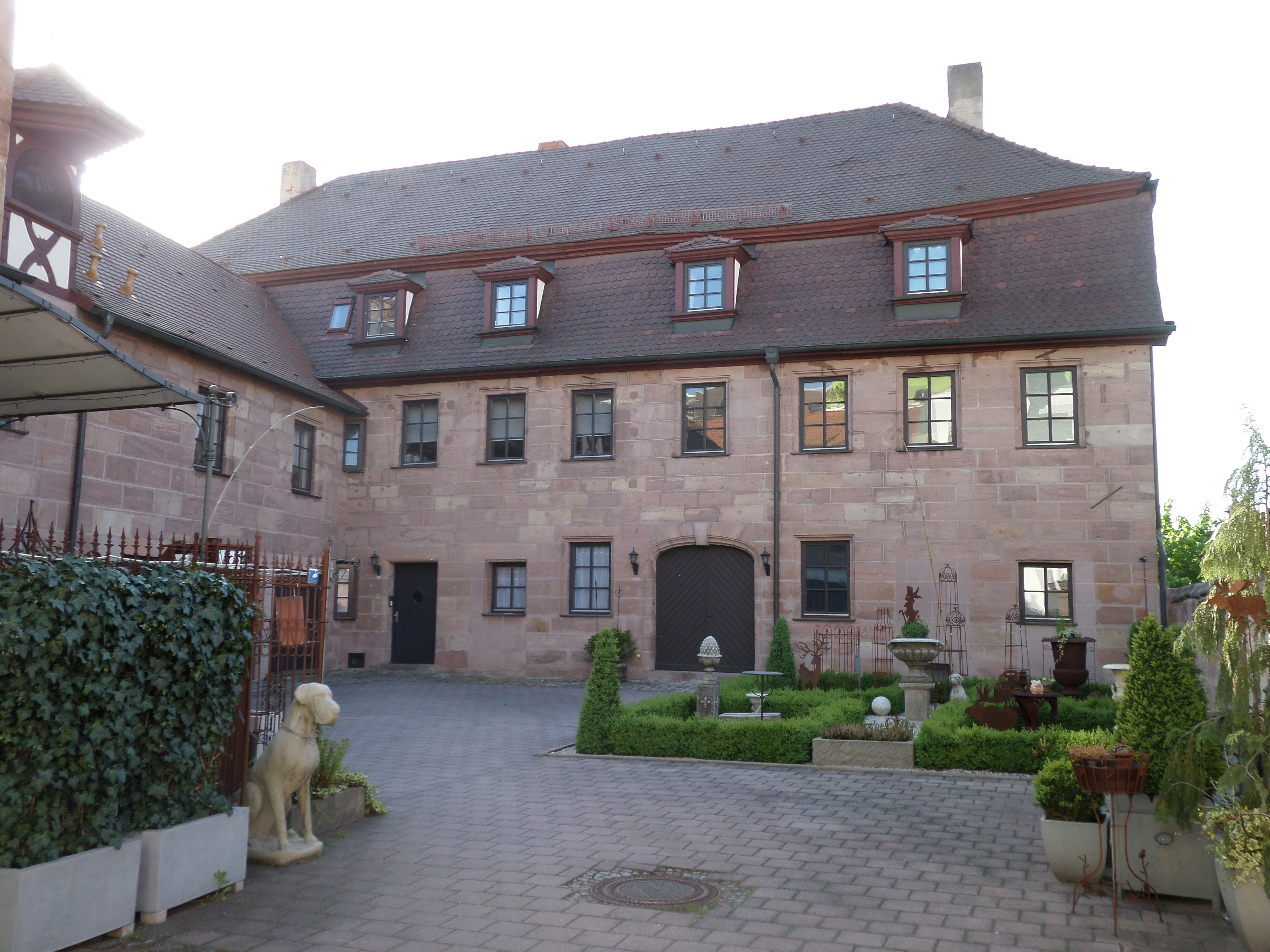
Baderschloss
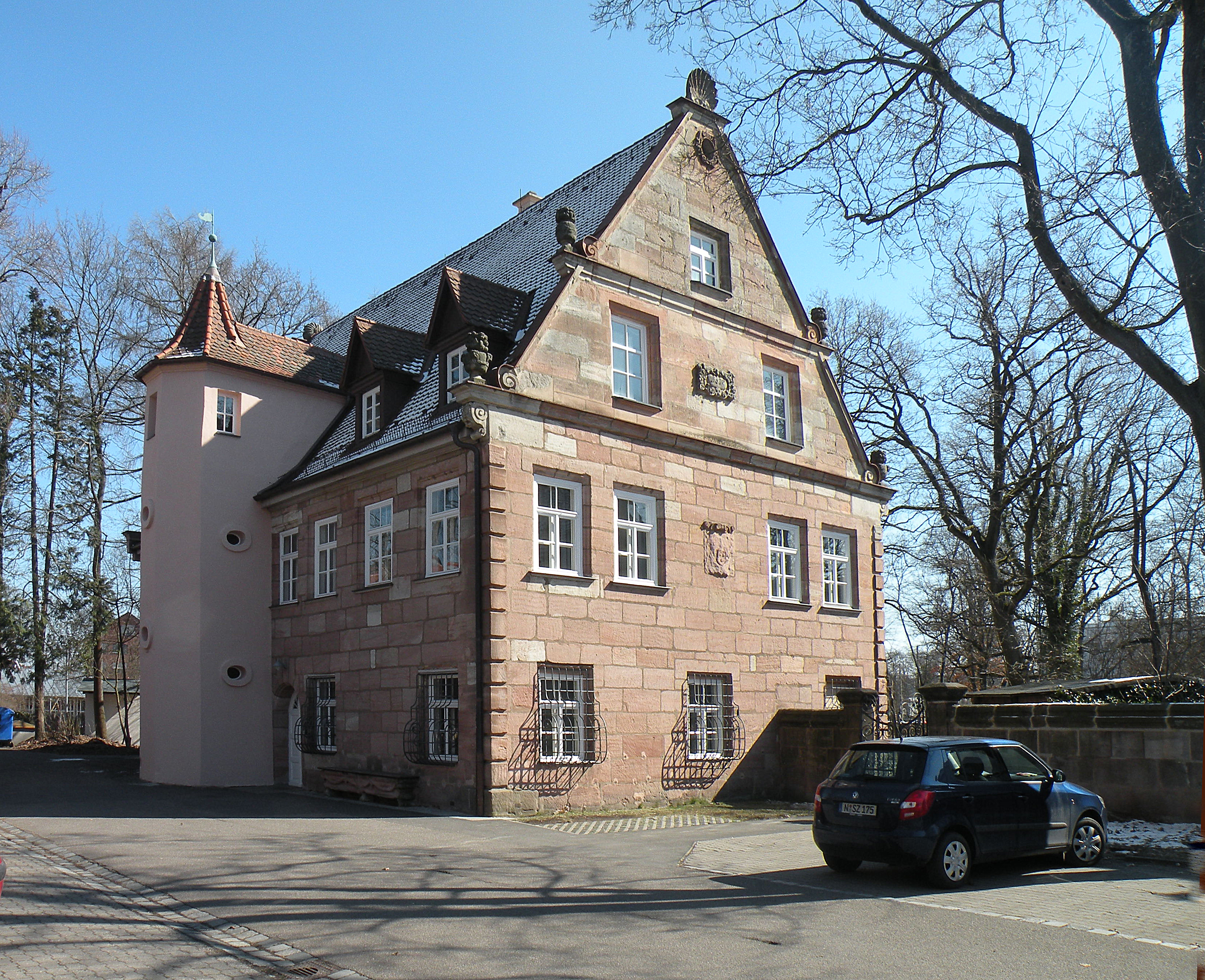
Schmausenschloss
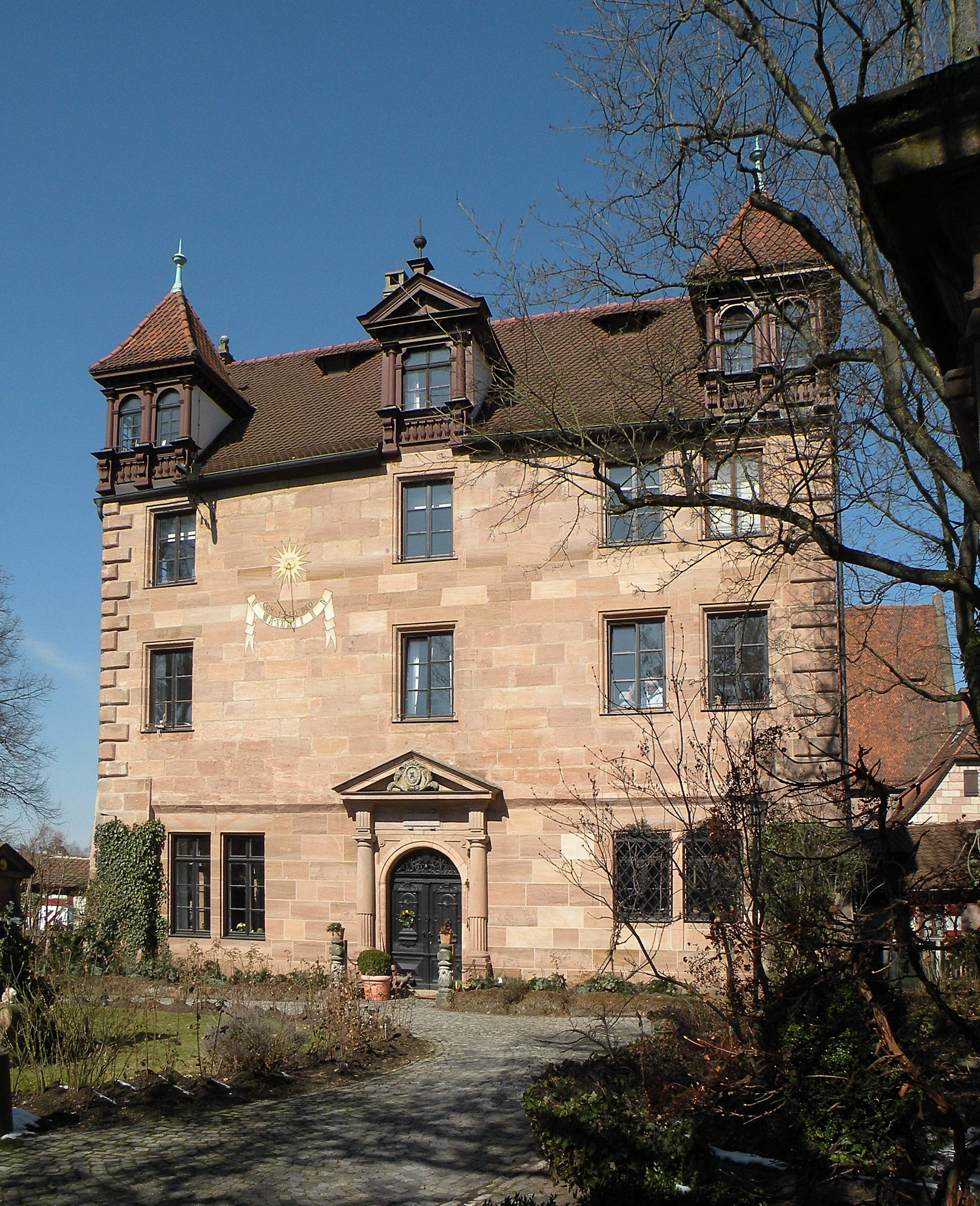
Cnopf’sches bzw. Linck’sches Schloss
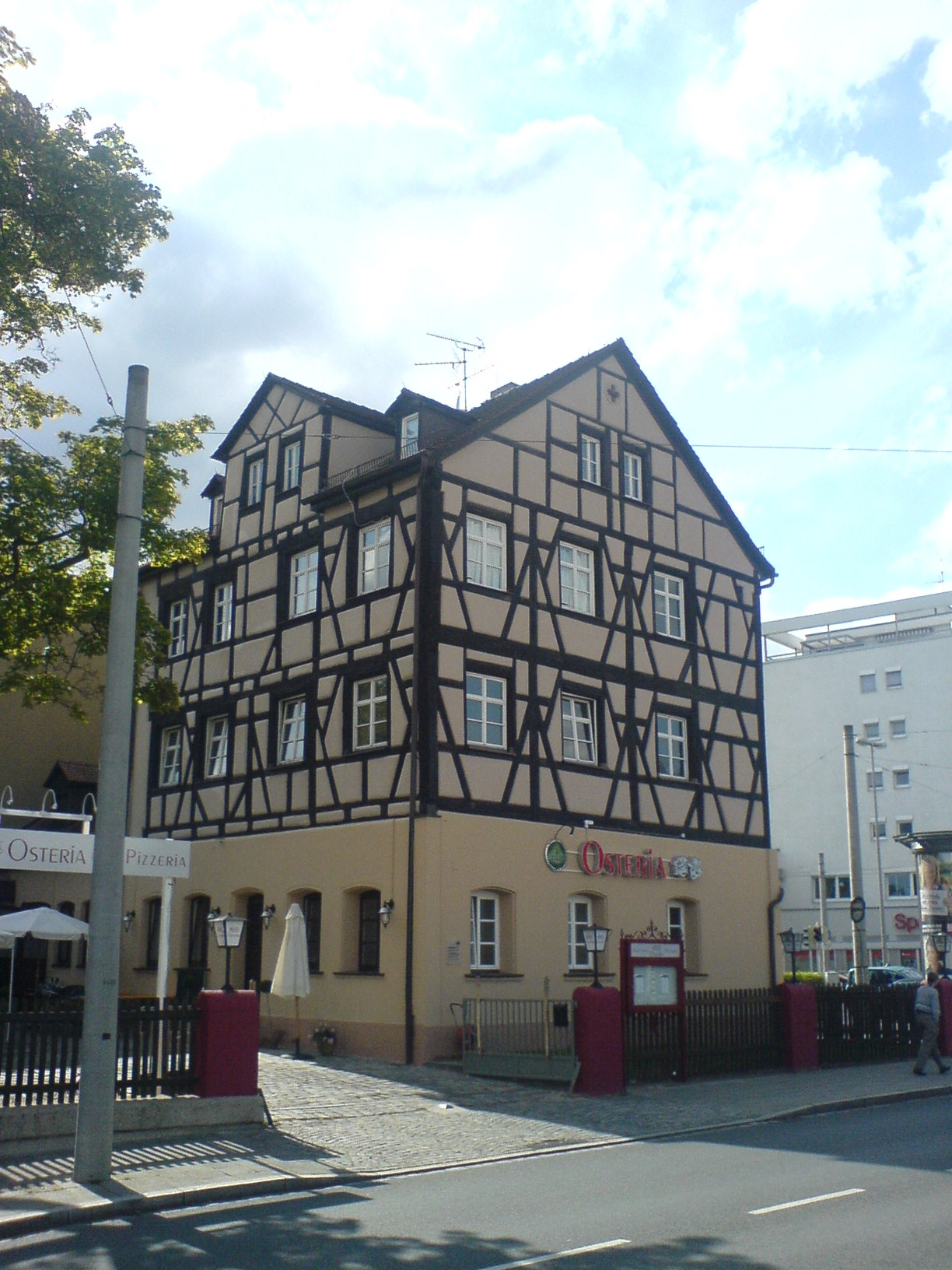
Linck'sches Haus
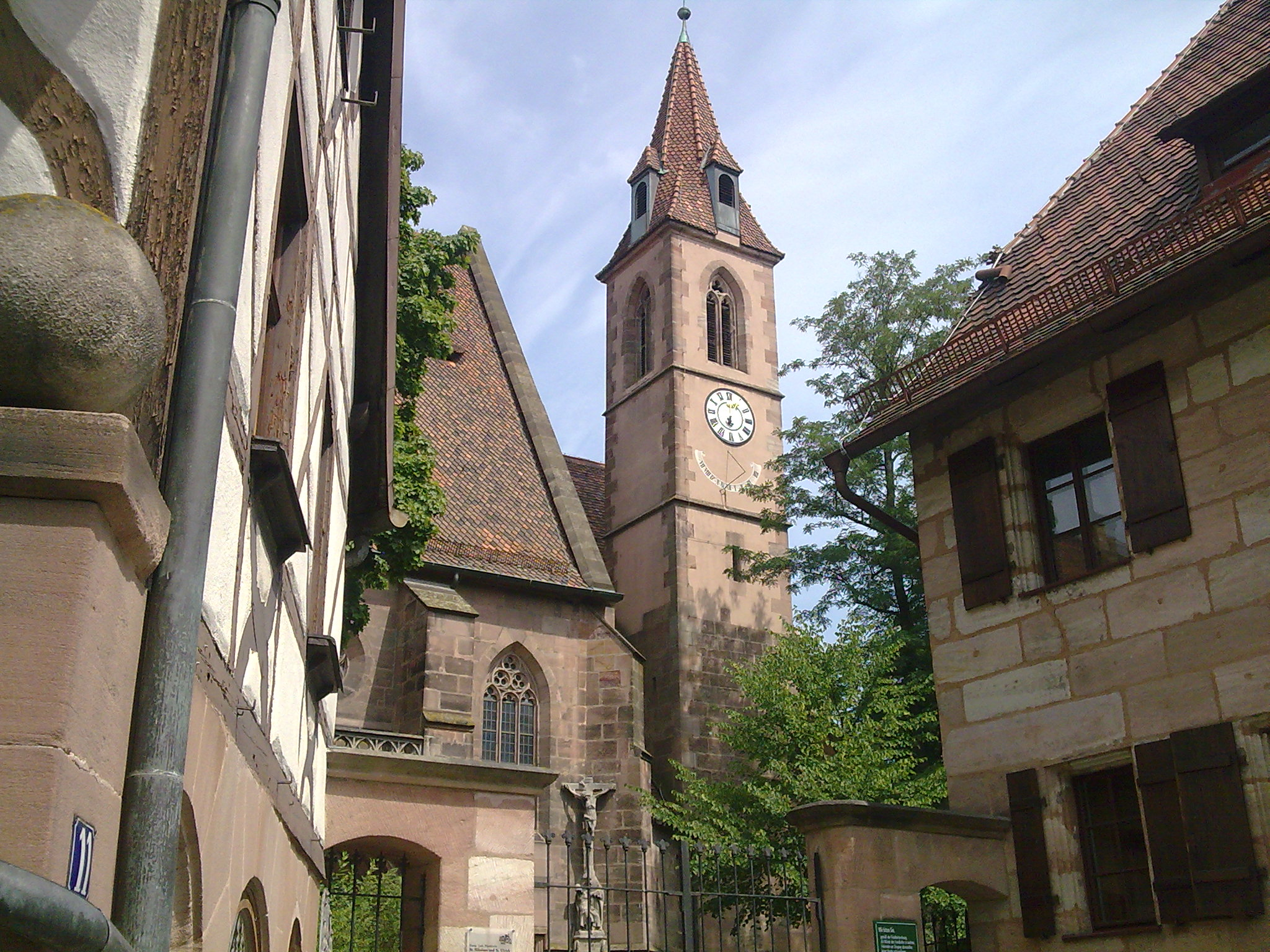
Ev. Kirche St. Nikolaus und St. Ulrich
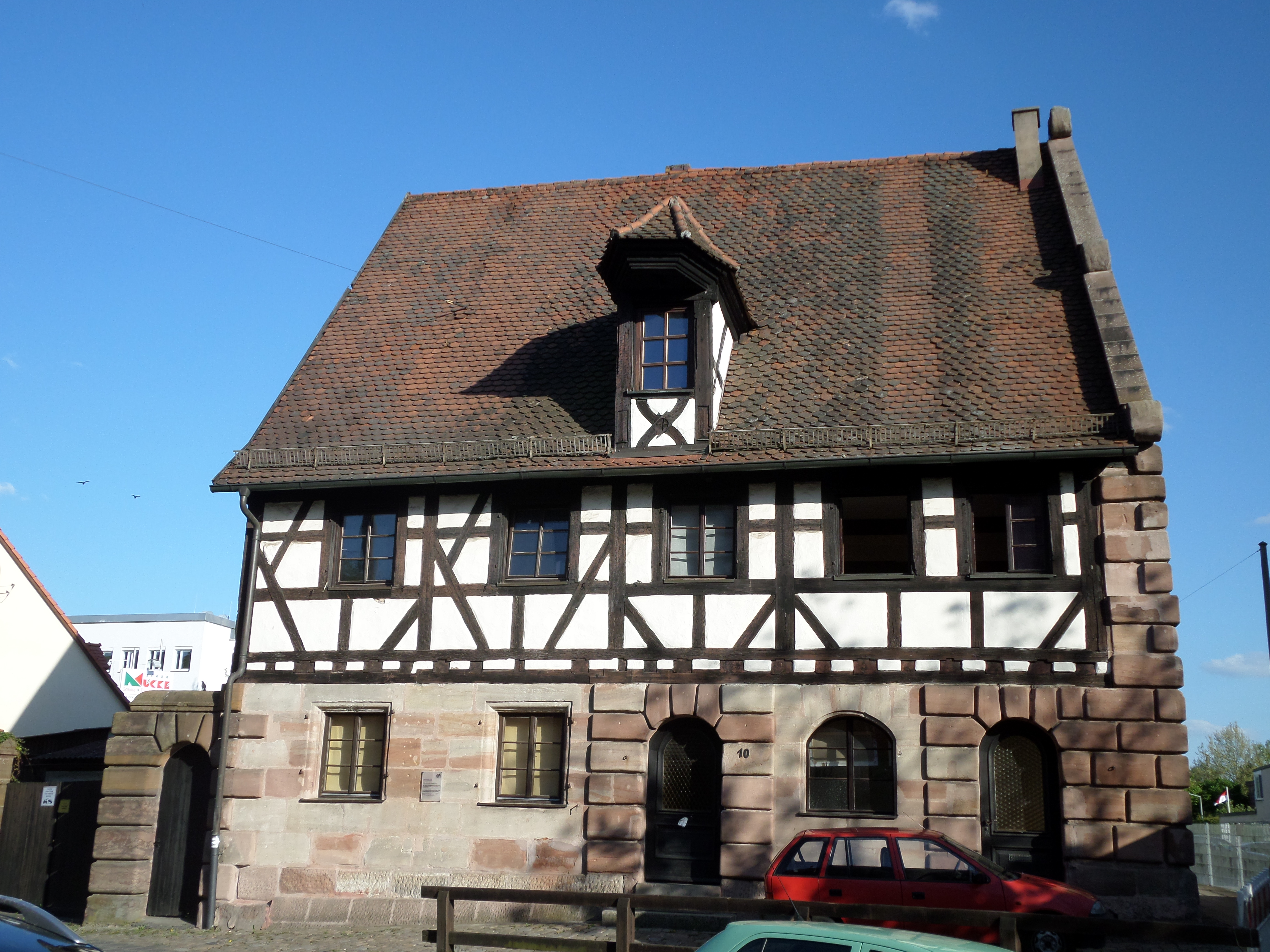
Ehemalige Schmiede
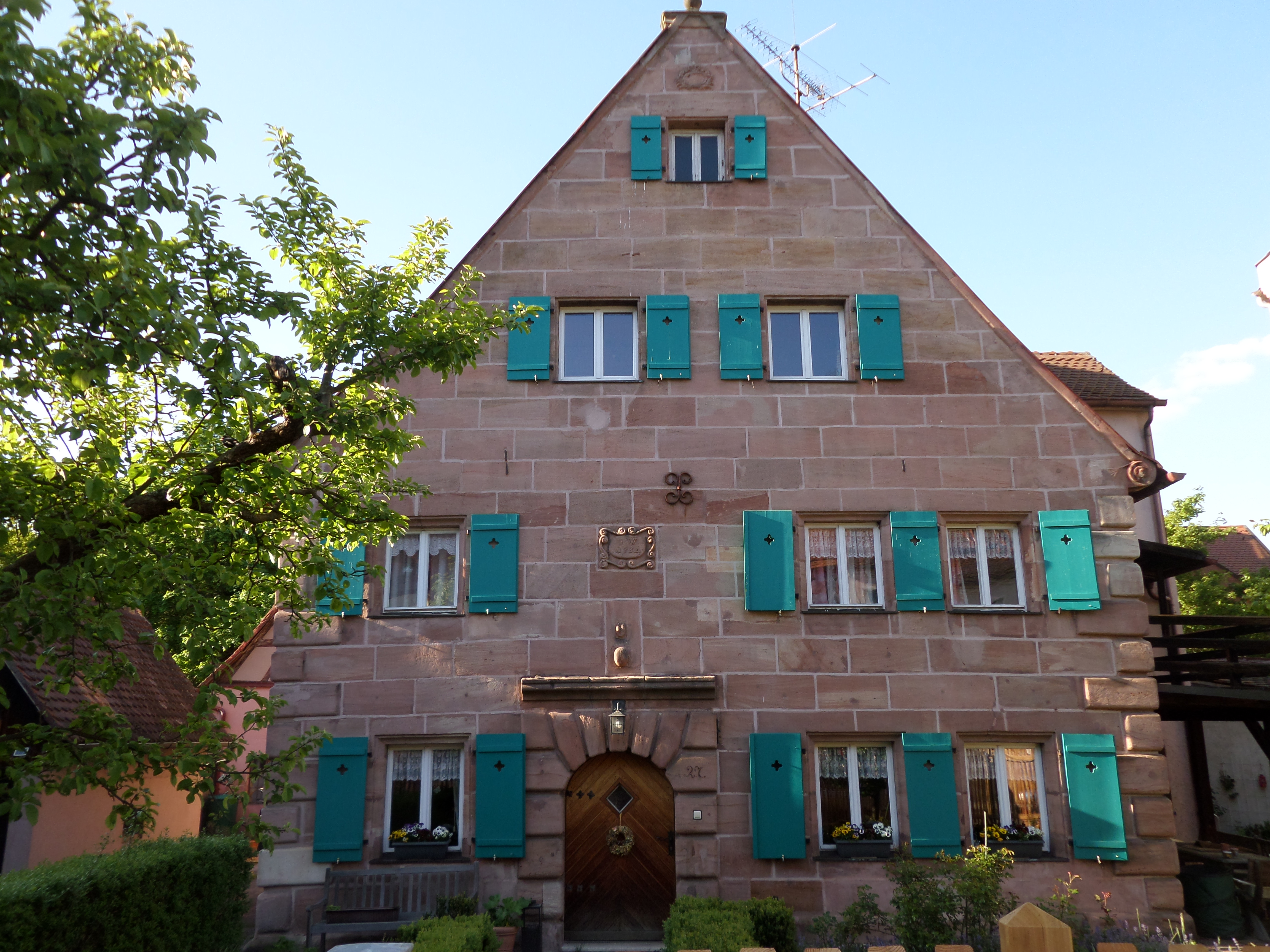
Bäckerhaus
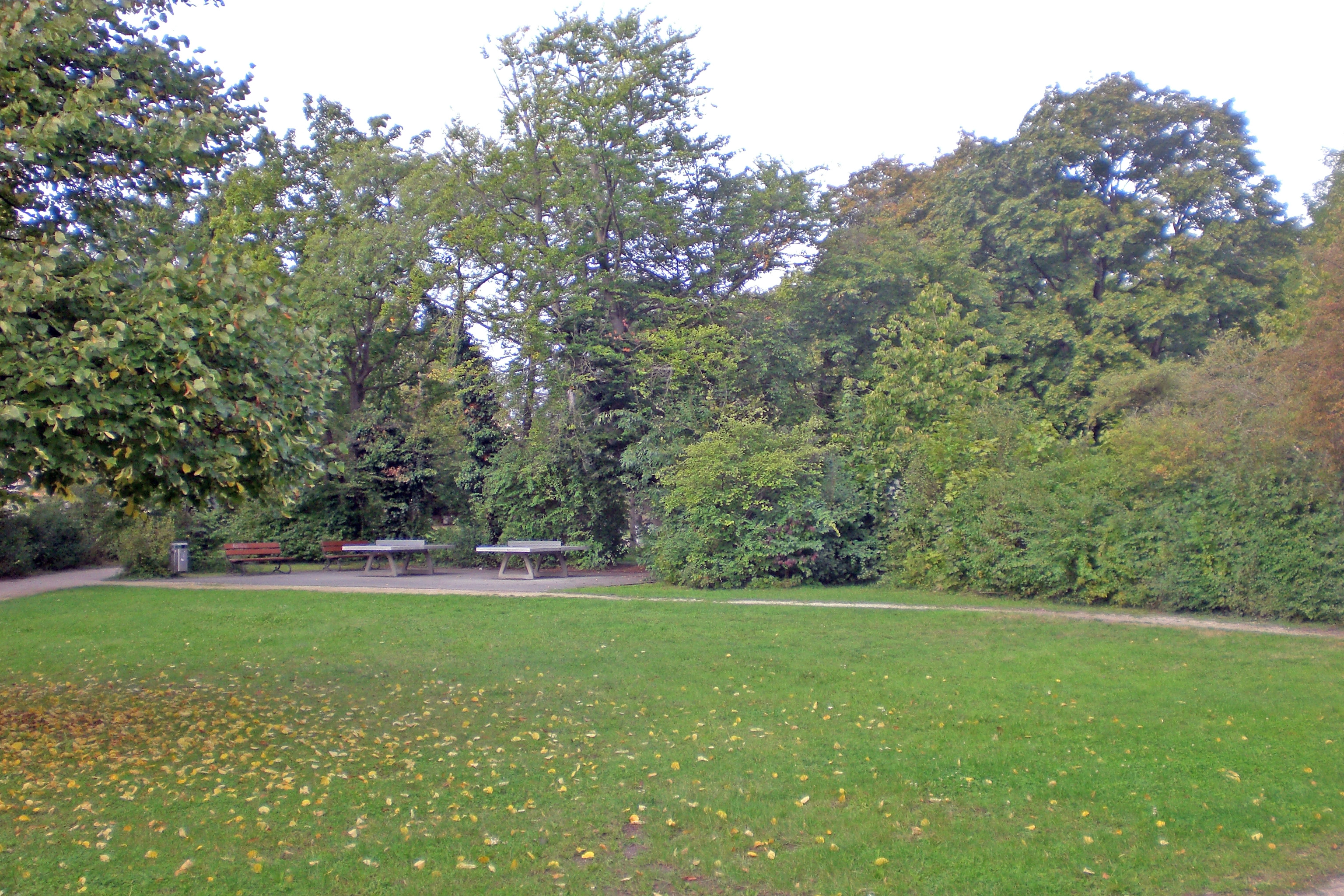
Mögeldorfer Park (2024)
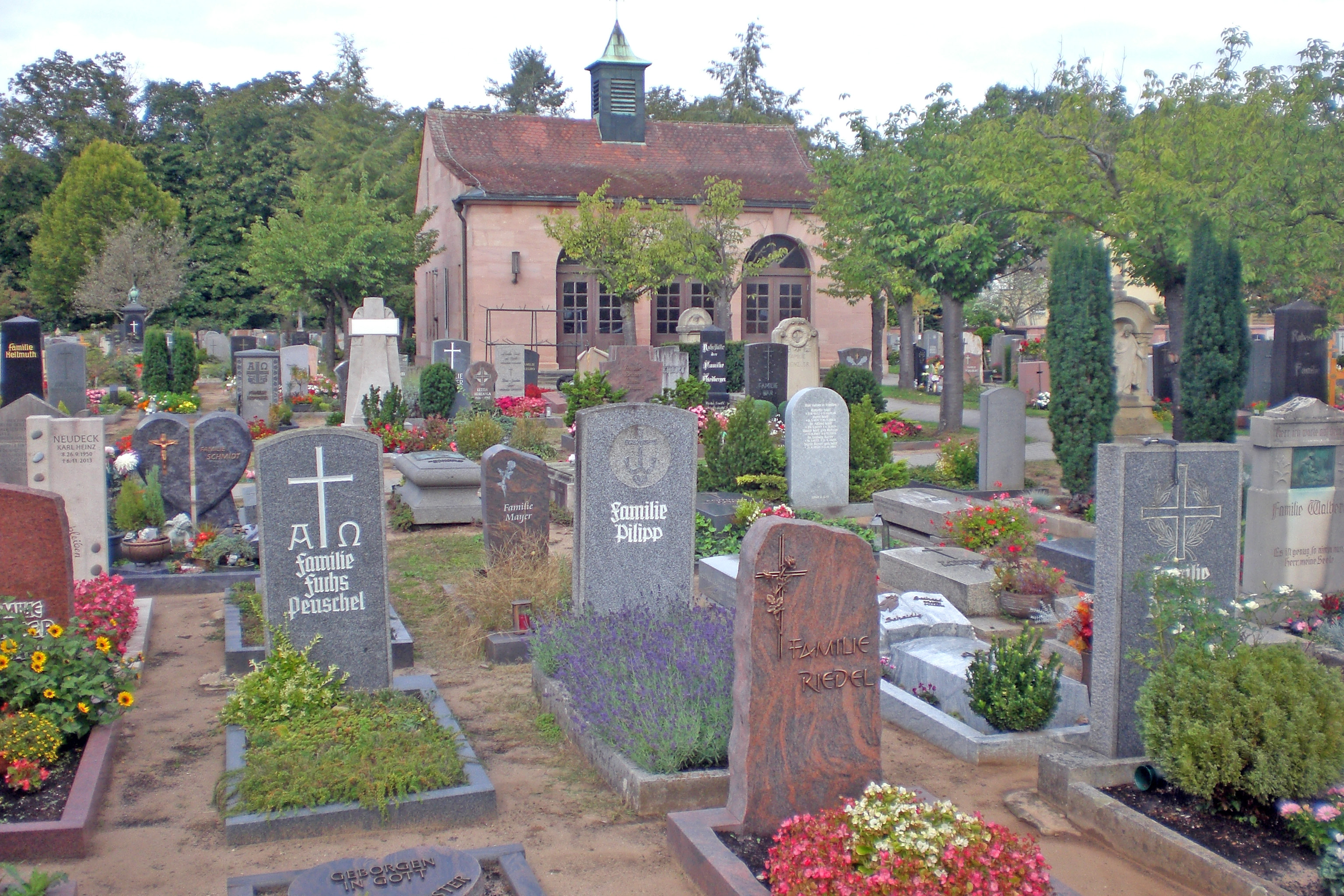
Mögeldorfer Friedhof (2024)

## Religion
Der Ort ist seit der Reformation überwiegend protestantisch. Die Einwohner evangelisch-lutherischer Konfession sind nach St. Nikolaus und Ulrich gepfarrt, die Einwohner römisch-katholischer Konfession sind nach St. Karl Borromäus gepfarrt.

## Infrastruktur
Mögeldorf verfügt mit einem Einkaufsmarkt und zahlreichen kleinen Geschäften und Gasthäusern im alten Ortskern über eine gute Nahversorgung.
Durch den Stadtteil verläuft von West nach Ost die an der Ringstraße beginnende Staatsstraße 2241 (Nürnberg–Hiltpoltstein) als Ostend- und Laufamholzstraße, die Mögeldorf mit der A 3 an der Anschlussstelle Nürnberg-Mögeldorf verbindet. An der von Ost nach West verlaufenden Bahnstrecke Nürnberg–Schwandorf liegt der Bahnhof Nürnberg-Mögeldorf, der ausschließlich von der S-Bahnlinie S 2 bedient wird. Damit gelangt man in rund sechs bis sieben Minuten zum Hauptbahnhof. Im Nahverkehr wird Mögeldorf durch die Straßenbahnlinien 5 und 11 erschlossen, die an der Haltestelle Mögeldorf (am „Mögeldorfer Plärrer“) auf die Stadtbuslinien 40 und 45 treffen.

## Persönlichkeiten
- Peter Horst Neumann (1936–2009), Lyriker, Essayist und Literaturwissenschaftler, 1983–2001 Professor an der Friedrich-Alexander-Universität Erlangen-Nürnberg, lebte in Mögeldorf
- Andreas Köpke (* 1962), ehemaliger deutscher Fußballspieler, lebt in Mögeldorf
- Markus Söder (* 1967), CSU-Politiker und bayerischer Ministerpräsident, lebt in Mögeldorf